# Catocala volcanica
Catocala volcanica là một loài bướm đêm trong họ Erebidae.